# 皇甫承希
皇甫 承希（ファンボ・スンヒ、朝鮮語: 황보승희、1976年8月5日 - ）は、韓国の女性政治家。第21代韓国国会議員。釜山広域市影島区議会議員（3期）、釜山広域市議会議員（2期）を歴任した。本貫は永川皇甫氏。

## 経歴
釜山影島南港洞出身。影島女子高等学校、梨花女子大学校英語英文科卒。
1999年にハンナラ党の国会議員・金炯旿の補佐陣で約7ヶ月間働いた。英語講師と外資会社に勤務した後、2004年の釜山広域市影島区議会議員再補欠選挙に出馬し、28歳で初当選した。同年の盧武鉉の弾劾に抗議するために、西面のろうそく集会にも参加したが、その後はハンナラ党に入党した。第4・5・6代釜山広域市影島区議会議員を務めたほか、2005年にAPEC女性議題連帯幹事を務めた。2010年より第5代釜山広域市影島区議会企画自治委員会委員長、影島区議会福祉建設委員会委員長を歴任した。2012年に第6代釜山広域市議会議員に当選し、その後はセヌリ党釜山地方議員女性協議会会長、第7代釜山広域市議会倫理特別委員会委員長・経済文化委員会委員長を歴任した。2018年に影島区庁長選に出馬し落選したが、2020年に未来統合党の釜山広域市党市民政治討論センター長を務めた後、同年の第21代総選挙では未来統合党の候補として釜山中区・影島区選挙区から出馬し当選した。2020年12月より国民の力の青年党「青年国民の力」共同代表を務める。2021年6月より国民の力首席スポークスパーソン。しかし、下述のスキャンダルにより、党首席スポークスパーソンを2ヶ月ほどで辞めた。
2024年3月7日には全光焄牧師が率いる自由統一党に入党し、4月の第22代総選挙では同党の比例代表として出馬することを明らかにした。

## 騒動
2020年9月、韓国教育放送公社に対する国政監査の前に、待遇や職場環境を確認するなどの理由によりキャラクターの「ペンス」を参考人として申請した。しかし、参考人の身分確認の過程でペンスの中の人の正体が公開される可能性が大きいため、一部ではペンスの「南極から来た10歳のペンギン」という設定が崩れるかもしれないなどの理由で皇甫の行動を批判した。
2021年に前夫と離婚した後、前夫は皇甫承希が不倫相手から住宅やクレジットカードなどを提供された疑惑および、第21代総選挙で当選後に地元の政治家からの不法な政治資金を受け取ったという疑惑を暴露した。これに対し、皇甫は家庭内暴力により2016年から既に離婚を決心したと反論したが、この件はマスコミにより報道され、政治的スキャンダルまで拡大した。その後は警察の調査を受けることになったため、2023年6月19日に第22代総選挙への不出馬および国民の力を離党すると表明した。なお、朝鮮日報によると、相手の男性は2018年に共に民主党に入党したが、2019年10月に離党し、2021年3月に国民の力に入党し釜山市長補欠選挙の共同選対本部長を務めた。2023年6月時点では第22代総選挙への出馬の準備もしているという。